# Rocchetta di Vara
Rocchetta di Vara est une commune italienne de la province de La Spezia, dans la région Ligurie.

## Administration
| Période                                  | Période  | Identité       | Étiquette     | Qualité |
| ---------------------------------------- | -------- | -------------- | ------------- | ------- |
| 14 juin 2004                             | En cours | Andrea Garbini | Centro-Destra |         |
| Les données manquantes sont à compléter. |          |                |               |         |

### Hameaux
Beverone, Garbugliaga, Stadomelli, Suvero, Veppo.

### Communes limitrophes
Beverino, Borghetto di Vara, Brugnato, Calice al Cornoviglio, Mulazzo, Zeri, Zignago.